# Serie A 2000 (Ecuador)
La Serie A 2000 è stata la 42ª edizione della massima serie del campionato di calcio dell'Ecuador, ed è stata vinta dall'Olmedo, giunto al suo primo titolo.

## Formula
La stagione è divisa in due fasi: Apertura e Clausura. La prima si disputa in un girone unico; le prime tre si qualificano al girone finale. Il Clausura ricalca l'andamento dell'Apertura. Le ultime due squadre nella classifica complessiva delle due fasi vengono retrocesse, mentre le 6 qualificate alla fase finale si disputano il titolo.

## Apertura
|  | Pos. | Squadra            | Pt | G  | V | N | P | GF | GS | DR  |
|  | ---- | ------------------ | -- | -- | - | - | - | -- | -- | --- |
|  | 1.   | Olmedo             | 30 | 18 | 8 | 6 | 4 | 18 | 14 | +4  |
|  | 2.   | Aucas              | 29 | 18 | 8 | 5 | 5 | 20 | 17 | +3  |
|  | 3.   | El Nacional        | 27 | 18 | 7 | 6 | 5 | 34 | 26 | +8  |
|  | 3.   | LDU Quito          | 27 | 18 | 7 | 6 | 5 | 30 | 23 | +7  |
|  | 5.   | Macará             | 25 | 18 | 6 | 7 | 5 | 25 | 25 | 0   |
|  | 6.   | Emelec             | 24 | 18 | 7 | 3 | 8 | 23 | 22 | +1  |
|  | 6.   | ESPOLI             | 24 | 18 | 6 | 6 | 6 | 19 | 20 | -1  |
|  | 8.   | Deportivo Quito    | 20 | 18 | 4 | 8 | 6 | 24 | 24 | 0   |
|  | 9.   | Barcelona SC       | 19 | 18 | 4 | 7 | 7 | 19 | 27 | -8  |
|  | 10.  | Téc. Universitario | 15 | 18 | 3 | 6 | 9 | 21 | 35 | -14 |

Olmedo 3 punti bonus; Aucas 2; El Nacional 1.

## Clausura
|  | Pos. | Squadra            | Pt | G  | V  | N | P  | GF | GS | DR  |
|  | ---- | ------------------ | -- | -- | -- | - | -- | -- | -- | --- |
|  | 1.   | Emelec             | 32 | 18 | 10 | 2 | 6  | 36 | 25 | +11 |
|  | 2.   | El Nacional        | 30 | 18 | 10 | 3 | 5  | 34 | 24 | +10 |
|  | 3.   | Barcelona SC       | 29 | 18 | 8  | 5 | 5  | 25 | 17 | +8  |
|  | 4.   | ESPOLI             | 28 | 18 | 8  | 4 | 6  | 24 | 16 | +8  |
|  | 4.   | Deportivo Quito    | 28 | 18 | 8  | 4 | 6  | 28 | 25 | +3  |
|  | 6.   | Macará             | 26 | 18 | 8  | 2 | 8  | 28 | 25 | +3  |
|  | 7.   | Aucas              | 23 | 18 | 6  | 5 | 7  | 22 | 26 | -4  |
|  | 8.   | Olmedo             | 22 | 18 | 6  | 4 | 8  | 15 | 21 | -6  |
|  | 9.   | LDU Quito          | 20 | 18 | 5  | 5 | 8  | 20 | 24 | -4  |
|  | 10.  | Téc. Universitario | 11 | 18 | 3  | 2 | 13 | 21 | 47 | -26 |

Emelec 3 punti bonus; El Nacional 2; Barcelona 1.

## Classifica complessiva
|  | Pos. | Squadra            | Pt | G  | V  | N  | P  | GF | GS | DR  |
|  | ---- | ------------------ | -- | -- | -- | -- | -- | -- | -- | --- |
|  | 1.   | El Nacional        | 57 | 36 | 17 | 9  | 10 | 68 | 50 | +18 |
|  | 2.   | Emelec             | 56 | 36 | 17 | 5  | 14 | 59 | 47 | +12 |
|  | 3.   | ESPOLI             | 52 | 36 | 14 | 10 | 12 | 43 | 36 | +7  |
|  | 3.   | Aucas              | 52 | 36 | 14 | 10 | 12 | 42 | 43 | -1  |
|  | 3.   | Olmedo             | 52 | 36 | 14 | 10 | 12 | 33 | 35 | -2  |
|  | 6.   | Macará             | 51 | 36 | 14 | 9  | 13 | 50 | 50 | 0   |
|  | 7.   | Deportivo Quito    | 48 | 36 | 12 | 12 | 12 | 52 | 49 | +3  |
|  | 7.   | Barcelona SC       | 48 | 36 | 12 | 12 | 12 | 44 | 45 | -1  |
|  | 9.   | LDU Quito          | 47 | 36 | 12 | 11 | 13 | 50 | 47 | +3  |
|  | 10.  | Téc. Universitario | 26 | 36 | 6  | 8  | 22 | 42 | 82 | -40 |

## Fase finale
ESPOLI qualificato per miglior classifica complessiva, dato che l'El Nacional aveva ottenuto la qualificazione sia nell'Apertura che nel Clausura.
El Nacional 3 punti bonus; Emelec 3; Olmedo 3; Aucas 2; Barcelona 1; ESPOLI 0.
|                    | Pos. | Squadra      | Pt | G  | V | N | P | GF | GS | DR |
| ------------------ | ---- | ------------ | -- | -- | - | - | - | -- | -- | -- |
| Ecuador (bandiera) | 1.   | Olmedo       | 23 | 10 | 6 | 2 | 2 | 15 | 9  | +6 |
|                    | 2.   | El Nacional  | 20 | 10 | 5 | 2 | 3 | 15 | 11 | +4 |
|                    | 2.   | Emelec       | 20 | 10 | 5 | 2 | 3 | 13 | 13 | 0  |
|                    | 4.   | Aucas        | 13 | 10 | 2 | 5 | 3 | 10 | 13 | -3 |
|                    | 5.   | Barcelona SC | 12 | 10 | 3 | 2 | 5 | 14 | 13 | +1 |
|                    | 5.   | ESPOLI       | 6  | 10 | 1 | 3 | 6 | 6  | 14 | -8 |

## Verdetti
- Olmedo campione nazionale
- Olmedo, El Nacional ed Emelec in Coppa Libertadores 2001
- Aucas, Barcelona ed Emelec in Coppa Merconorte 2001.
- LDU Quito e Técnico Universitario retrocessi.

## Classifica marcatori
| Gol |  |  | Giocatore             | Squadra            |
| --- |  |  | --------------------- | ------------------ |
| 24  |  |  | Ebelio Ordóñez        | El Nacional        |
| 24  |  |  | Alejandro Kenig       | Emelec             |
| 17  |  |  | Christian Botero      | Macará             |
| 15  |  |  | Joel Vernazza         | Deportivo Quito    |
| 15  |  |  | Cristian Gómez        | Olmedo             |
| 14  |  |  | Carlos Alfaro Moreno  | Barcelona SC       |
| 14  |  |  | Rafael Capurro        | ESPOLI             |
| 13  |  |  | José Esterilla        | Téc. Universitario |
| 12  |  |  | Diego Herrera         | El Nacional        |
| 11  |  |  | Carlos Alberto Juárez | Emelec             |